# Instituut voor Toegepaste Sociale wetenschappen
Het Instituut voor Toegepaste Sociale wetenschappen (ITS Nijmegen) was een Nederlands onderzoeksinstituut verbonden aan de Radboud Universiteit Nijmegen. Het instituut werd naar een idee van de in Nijmegen werkende prof. dr. Edward Leemans opgericht op 31 december 1964 als het Instituut voor Toegepaste Sociologie. De missie van het ITS is sinds de start nooit gewijzigd: met onderzoek, advies en kennisoverdracht een bijdrage leveren aan de oplossing van maatschappelijke vraagstukken. De eerste jaren van het instituut zijn beschreven in '10 jaar I.T.S.' (Nijmegen, 1973).  

## Leiding
In haar 50-jarig bestaan heeft het ITS een reeks van directeuren en interim-directeuren gekend. Eerste directeur, in 1965, was een van de oprichters, prof. dr. Jos van Kemenade. Hij nam in 1973 afscheid van het instituut om minister van onderwijs te worden in het kabinet-Den Uyl (1973-1977). Zijn opvolger was dr. Jan van Westerlaak (1973-1981). Midden jaren 1980, toen het instituut onder leiding stond van drs. Arie Mens (1983 - 1998), veranderde, vanwege het bredere werkterrein, de naam in Instituut voor Toegepaste Sociale Wetenschappen. Bij het afscheid van Mens verscheen over het instituut de bundel 'Wetenschap voor beleid en samenleving: een missie tussen hamer en aambeeld?' (Nijmegen, 1998). Midden jaren 1990 werkten er op het ITS ruim 150 medewerkers. Bij het 25-jarig jubileum verscheen over het instituut de publicatie 'Als de nieuwbouw klaar is ... 25 jaar huisvesting van en werken aan het ITS' (Nijmegen, 1990). Tussen 1998 en 2002 kende het ITS enkele interim directeuren. Het ITS stond vervolgens tussen 2002 en 2005 en van 2007 tot 2015 onder leiding van dr. Jeroen Winkels, die in de jaren ertussen deel uitmaakte van het College van Bestuur van de Radboud Universiteit. Erik de Gier was tussen 2005 en 2007 directeur van het instituut.  

## Werkveld
Het ITS was gespecialiseerd in beleidsonderzoek, beleidsadvisering en kennisoverdracht op het terrein van onderwijs, zorg, arbeid, sociale zekerheid, veiligheid en hoogbegaafdheid. In de loop der jaren heeft het ITS op gezag van het CvB van de Katholieke, resp. Radboud Universiteitt een reeks onderzoeks-, advies-, ontwikkel- en onderwijsinstellingen overgenomen. Sommige daarvan waren actief op het eigen werkterrein, andere voegden werkvelden toe die tot dan onbekend waren voor het ITS. In 2012 werden zo onderdelen van het IOWO, het onderwijsadviesbureau van de Radboud Universiteit, en in 2014 het Centrum voor Begaafdheidsonderzoek onderdeel van het ITS. Eerder waren het Hoogveldinstituut en de onderzoeksafdeling van de provincie Gelderland al overgenomen. Ook waren het KASKI en - in de eindfase - enkele onderzoekers van het IVA (Universiteit van Tilburg) overgenomen. Het ITS kende ook meerdere afsplitsingen van onderzoekers die elders verder gingen: zo richtte in 2001 een groep onderzoekers op het gebied van onderwijs en beroep het bureau KBA op en in 2006 zag ResearchNed, vooral actief op het het gebied van het Hoger Onderwijs, het licht.
Het ITS en haar onderzoekers publiceerden vanaf 1965 vele honderden onderzoeksrapporten en duizenden artikelen over uiteenlopende thema's die vaak waren gebaseerd op nieuw empirisch onderzoek (zie bv. Geert Driessen, Ton Mooij, Ed Smeets, Frederik Smit, John Warmerdam). Het instituut was  vooral actief op de derde pijler van het Nederlands hoger onderwijs: valorisatie (maatschappelijke dienstverlening, societal impact). Het ITS was midden jaren negentig tevens een van de oprichters van de Vereniging voor Beleidsonderzoek (VBO). 

## Opheffing
Het college van bestuur van de Radboud Universiteit besloot het ITS per 1 april 2016 op te heffen. De uiteindelijk belangrijkste reden was dat het het ITS niet lukte om uit de rode cijfers te geraken en blijven. Daarnaast was het CvB van mening dat het instituut met zijn toegepast beleidsonderzoek een vreemde eend in de bijt was binnen de Radboud Universiteit, waar de eerste twee pijlers, onderzoek en onderwijs, centraal stonden. Dit, ondanks dat valorisatie, ofwel het maatschappelijk of economisch benutten van kennis opgedaan via onderzoek en onderwijs, al eerder tot de derde kerntaak van universiteiten was gaan behoren.
Er werkten op het moment van opheffing nog zestig medewerkers. De onderzoeken die niet afgerond konden worden, werden overgedragen aan andere kennisinstituten waaronder KBA, Regioplan en Praktikon. KBA nam in 2016 ook een tiental medewerkers van het ITS in dienst.